# Томсен, Камилла
Камилла Ингеманн Томсен (дат. Camilla Ingemann Thomsen, родилась 1 ноября 1974 года в Кёге) — датская гандболистка, чемпионка летних Олимпийских игр 2004 года и чемпионка Европы 2002 года. На летних Олимпийских играх 2004 года в составе сборной Дании забила 13 голов.